# 미호노마쓰바라

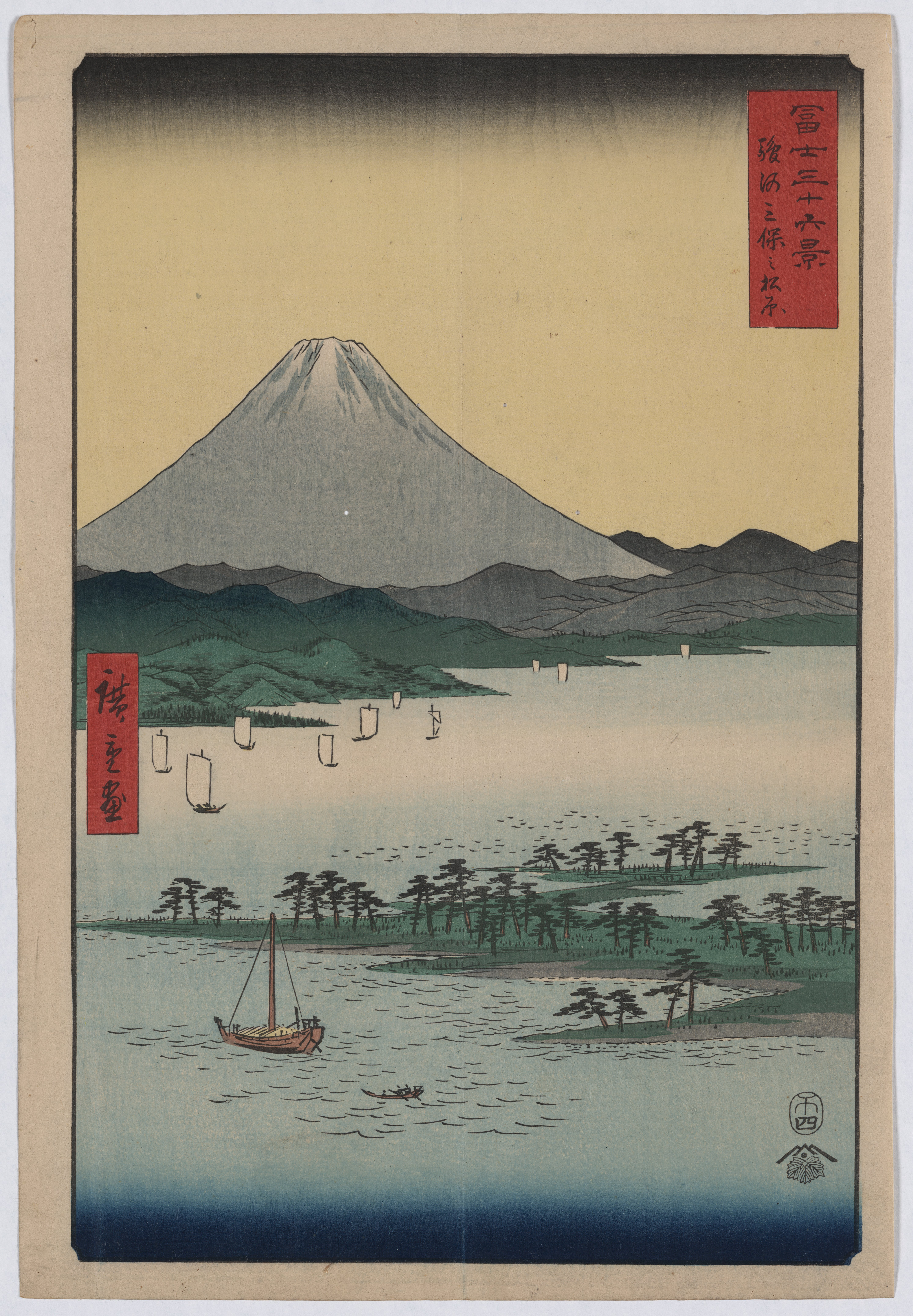
미호 해변을 묘사한 우키요에

미호노마쓰바라(일본어: 三保の松原)는 시즈오카현 시즈오카시 시미즈구의 미호 반도에 있는 경승지이다. 1915년에 지쓰쿄노니혼샤(実業之日本社)가 주최한 신일본 3경(新日本三景)의 하나로 선정되었다. 또한 일본의 3대 마쓰바라(松原, 소나무 숲)와 일본의 백사청송(白砂青松) 100선의 하나로 선정되기도 하였다.

## 개요
헤이안 시대부터 알려진 미호 반도의 남쪽의 경승지이다. 총연장 7 km, 5만 4천여 그루의 송림이 무성한 해변과 스루가만(駿河湾)을 사이에 두고 바라보는 후지산과 이즈반도의 아름다운 경치로 유명하다. 우키요에 화가 우타가와 히로시게(歌川広重)의 작품인 《육십여주명소도회》(六十余州名所図会)의 〈스루가 미호의 마쓰바라〉(駿河 三保のまつ原)에 묘사되기도 했다.
하고로모 전설(羽衣伝説)의 무대이기도 하여 바닷가에는 선녀가 내려와 날개옷을 걸쳤다고 여겨지는 ‘하고로모의 소나무’(羽衣の松)라고 불리는 수령 650년의 노송이 있으며 인근의 미호 신사(御穂神社)에는 날개옷의 자투리가 보존되고 있다.

## 사진

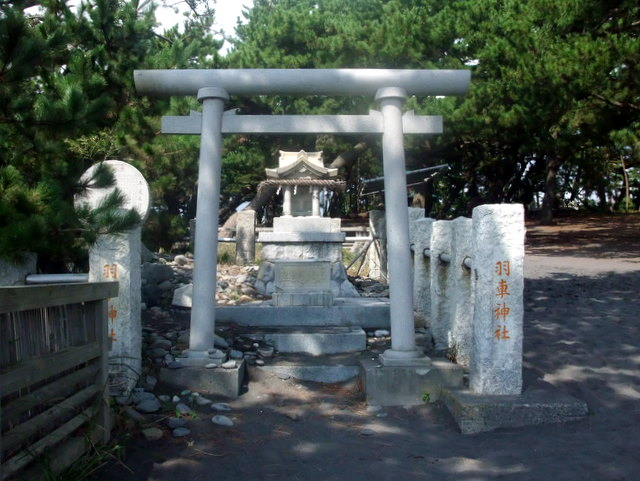
하구루마 신사
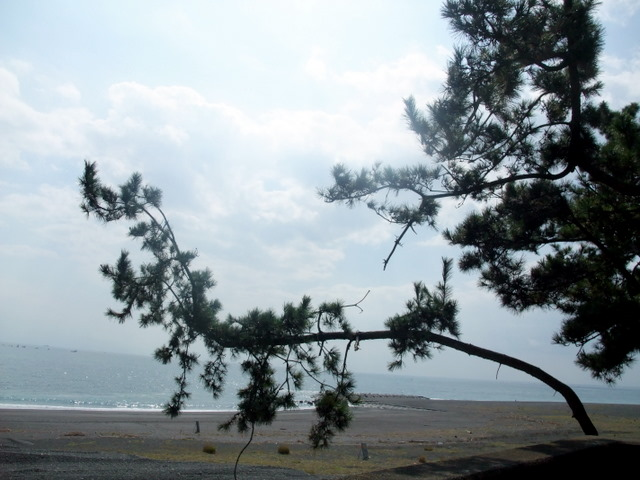
미호의 마쓰바라 풍경
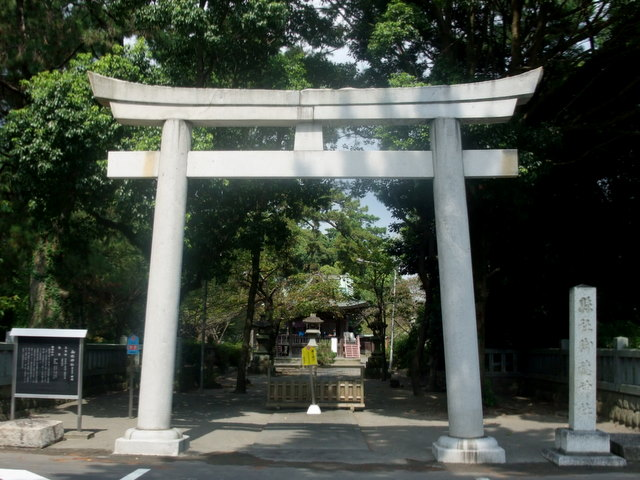
미호 신사의 도리이
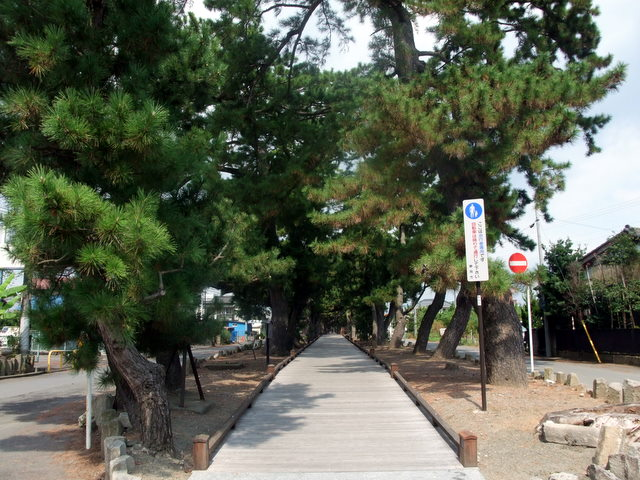
미호 신사에서 하고로모의 소나무까지 연결된 신도
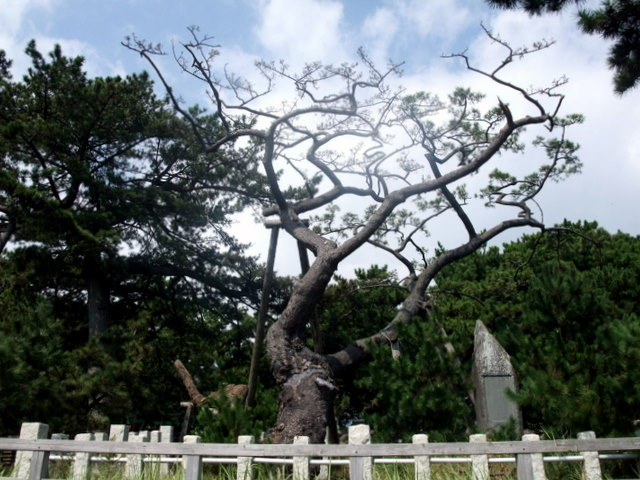
하고로모의 소나무